# Тербвілл (Південна Кароліна)
Тербвілл (англ. Turbeville) — місто (англ. town) в США, в окрузі Клерендон штату Південна Кароліна. Населення — 760 осіб (2020).

## Географія
Тербвілл розташований за координатами 33°53′23″ пн. ш. 80°0′58″ зх. д. / 33.88972° пн. ш. 80.01611° зх. д. (33.889794, -80.016167).  За даними Бюро перепису населення США в 2010 році місто мало площу 3,37 км², уся площа — суходіл.

## Демографія
Згідно з переписом 2010 року, у місті мешкало 766 осіб у 301 домогосподарстві у складі 194 родин. Густота населення становила 227 осіб/км².  Було 343 помешкання (102/км²).
Расовий склад населення:
| - 60,7 % — білих - 36,2 % — чорних або афроамериканців - 0,5 % — азіатів - 0,4 % — корінних американців - 1,8 % — осіб інших рас |

До двох чи більше рас належало 0,4 %. Частка іспаномовних становила 2,9 % від усіх жителів.
За віковим діапазоном населення розподілялося таким чином: 26,4 % — особи молодші 18 років, 59,6 % — особи у віці 18—64 років, 14,0 % — особи у віці 65 років та старші. Медіана віку мешканця становила 37,7 року. На 100 осіб жіночої статі у місті припадало 94,9 чоловіків;  на 100 жінок у віці від 18 років та старших — 84,3 чоловіків також старших 18 років.
Середній дохід на одне домашнє господарство  становив 40 726 доларів США (медіана — 27 064), а середній дохід на одну сім'ю — 47 972 долари (медіана — 38 203). Медіана доходів становила 28 750 доларів для чоловіків та 33 864 долари для жінок. За межею бідності перебувало 31,0 % осіб, у тому числі 38,4 % дітей у віці до 18 років та 21,1 % осіб у віці 65 років та старших.
Цивільне працевлаштоване населення становило 328 осіб. Основні галузі зайнятості: освіта, охорона здоров'я та соціальна допомога — 29,0 %, роздрібна торгівля — 12,5 %, виробництво — 11,0 %, транспорт — 10,4 %.